# Hans Auer
Hans Auer – as lotnictwa niemieckiego Luftstreitkräfte z 5 zwycięstwami w I wojnie światowej.
Podporucznik Hans Auer po okresie służby w bawarskim Feldflieger Abteilung 9 został przydzielony najpierw do Jagdstaffel 16, a potem do Jagdstaffel 26 W Jasta 26 odniósł swoje pierwsze zwycięstwo powietrzne 5 kwietnia 1917 roku. W połowie sierpnia 1917 roku został przeniesiony do Jagdstaffel 32, gdzie 19 sierpnia objął stanowisko dowódcy eskadry. Funkcję tę pełnił do 19 października odnosząc w jednostce 3 zwycięstwa. Kolejnym przydziałem Hansa Auera było Fliegerersatz Abteilung Nr. 1b w Oberschleißheim.
Latał na samolocie Albatros D.V z godłem osobistym białą spadającą gwiazdą z ogonem w czarnej obwódce.